# Girlfriend (Alicia Keys-dal)
A Girlfriend Alicia Keys amerikai énekesnő negyedik, utolsó kislemeze első, Songs in A Minor című stúdióalbumáról.
Annak ellenére, hogy először a Fallin’ című dalt küldték el a rádióadóknak, a Girlfriendet már 2001-ben játszani kezdték az amerikai rádiók. A dal ennek alapján felkerült a Billboard Hot R&B/Hip-Hop Songs slágerlista 82. helyére, a Billboard Hot 100-ra azonban nem, mivel az Egyesült Államokban nem jelent meg kislemezen, csak Európában, Ázsiában és Ausztráliában. Az Egyesült Királyságban és Ausztráliában sikeresebb lett, mint az előző kislemez, a How Come You Don’t Call Me.
A videóklipben nem az albumváltozat hallható, hanem a kislemezen és a Songs in A Minor: Remixed & Unplugged című remixalbumon megjelent KrucialKeys Sista Girl Mix hallható, és a rádiók is ezt játszották.

## Videóklip
A Girlfriend videóklipjét Patrick Hoelck rendezte, és London East London negyedében forgatták. A klip illik a dal témájához: Keys féltékeny arra a lányra, aki a partnere közeli barátja, nehéz elhinnie, hogy csak barátság van köztük. A klipben Alicia látja, hogy párja és a másik lány valamit titkolnak előle, és ez frusztrálja, a végén azonban kiderül, hogy azért titkolóztak, mert neki szerveztek meglepetésbulit.

## Számlista
CD maxi kislemez (Európa)
1. Girlfriend (Krucial Keys Sista Girl Mix) – 3:27
2. Girlfriend (Brat Pac Remix) – 3:54
3. Girlfriend (Original Album Version) – 3:34
4. Fallin’ (Ali Version) – 4:30

12" maxi kislemez (Egyesült Királyság)
1. Girlfriend (Krucialkeys Sista Girl Mix) – 3:27
2. Girlfriend (Brat Pac Remix) – 3:54
3. Troubles (Jay-J & Chris Lum Bootleg Mix) – 4:24

12" maxi kislemez (Egyesült Királyság)
1. Girlfriend (Krucial Keys Sista Girl Mix) – 3:27
2. Girlfriend (Brat Pac Remix) – 3:54
3. Girlfriend (Album Version) – 3:34

12" maxi kislemez (Egyesült Királyság; promó)
1. Girlfriend – 3:40
2. Girlfriend (Instrumental) – 3:40
3. Girlfriend (A capella) – 3:40

12" maxi kislemez (Egyesült Királyság, Írország; promó)
1. Girlfriend (Krucial Keys Sista Girl Extended Mix) – 5:02
2. Girlfriend (Brat Pac Remix) – 3:54
3. Girlfriend (Album Version) – 3:34

12" maxi kislemez (USA)
1. Girlfriend (Club Mix) – 3:30
2. Girlfriend (Instrumental) – 3:30
3. Girlfriend (A cappella) – 3:30
4. Fallin’ – 3:16

## Helyezések
| Slágerlista (2001)                  | Legmagasabb helyezés |
| ----------------------------------- | -------------------- |
| USA Billboard Hot R&B/Hip-Hop Songs | 82                   |
| Slágerlista (2002)                  | Legmagasabb helyezés |
| Brit kislemezlista                  | 24                   |
| Brit R&B kislemezlista              | 6                    |
| Német kislemezlista                 | 100                  |
| Slágerlista (2003)                  | Legmagasabb helyezés |
| Ausztrál ARIA kislemezlista         | 13                   |
| Német fekete slágerlista            | 11                   |